# Tuyến Xanh Dương (Bangkok)
Tuyến MRT Xanh Dương (tiếng Thái: รถไฟฟ้า สายสีน้ำเงิน) hoặc Tuyến MRT Chaloem Ratchamongkon (tiếng Thái: รถไฟฟ้ามหานคร สายเฉลิมรัชมงคล) là tuyến tàu điện thứ ba của Băng Cốc, trước đó là Tuyến Sukhumvit và Tuyến Silom thuộc BTS Skytrain. Nó là hệ thống MRT đầu tiên và được quản lý bởi Bangkok Expressway and Metro (BEM). Ban đầu tuyến MRT xanh dương có chiều dài 20 km (12 mi) từ Hua Lamphong đến Bang Sue được mở cửa vào ngày 3 tháng 7 năm 2004. Đoạn mở rộng 1,2 km (0,75 mi) đến Tao Poon mở cửa ngày 11 tháng 8 năm 2017. Đoạn mở rộng phía Bắc 15,9 km (9,9 mi) đến Lak Song mở cửa toàn tuyến vào ngày 29 tháng 9 năm 2019 và đoạn mở rộng 11 km (6,8 mi) từ Tao Poon đến Tha Phra tạo thành tuyến vòng, mở cửa vào ngày 30 tháng 3 năm 2020.
Tuyến có tổng chiều dài 48 km (30 mi), trở thành tuyến vành đai của hệ thống tàu điện Băng Cốc. Tuyến MRT Xanh Dương kết nối các khu doanh nghiệp trọng điểm, khu dân cư và khu văn hóa của Băng Cốc. Vào cuối năm 2019, trung bình lượt khách mỗi ngày là 400.000. Vào giữa năm 2021, do đợt dịch COVID-19 thứ 3 ở Băng Cốc số lượt người đi giảm còn 76.000 - 116.000 mỗi ngày trong tuần.

## Ga
| Mã     | Tên Ga                                    | Tên Ga                 | Chuyển đổi                                                                       | Vị trí                |
| Mã     | Tiếng Anh                                 | Thái                   | Chuyển đổi                                                                       | Vị trí                |
| ------ | ----------------------------------------- | ---------------------- | -------------------------------------------------------------------------------- | --------------------- |
|        |                                           |                        |                                                                                  |                       |
| BL01-U | Tha Phra                                  | ท่าพระ                  | MRT (đoạn phía Nam)                                                              | Bangkok Yai           |
| BL02   | Charan 13                                 | จรัญฯ 13                |                                                                                  | Bangkok Yai           |
| BL03   | Fai Chai                                  | ไฟฉาย                  |                                                                                  | Bangkok Noi           |
| BL04   | Bang Khun Non                             | บางขุนนนท์               | Tuyến Nam (Charansanitwong Halt) MRT (đang đấu thầu) SRT Charansanitwong (dự án) | Bangkok Noi           |
| BL05   | Bang Yi Khan                              | บางยี่ขัน                 |                                                                                  | Bang Phlat            |
| BL06   | Sirindhorn                                | สิรินธร                  |                                                                                  | Bang Phlat            |
| BL07   | Bang Phlat                                | บางพลัด                 |                                                                                  | Bang Phlat            |
| BL08   | Bang O                                    | บางอ้อ                  |                                                                                  | Bang Phlat            |
| BL09   | Bang Pho                                  | บางโพ                  | Tàu tốc hành Chao Phraya                                                         | Bang Sue              |
| BL10   | Tao Poon                                  | เตาปูน                  | MRT                                                                              | Bang Sue              |
| BL11   | Bang Sue                                  | บางซื่อ                  | SRT Ga trung tâm Krung Thep Aphiwat. Tàu nội thành, tàu vận chuyển (Ga Bang Sue) | Chatuchak             |
| BL12   | Kamphaeng Phet                            | กำแพงเพชร              |                                                                                  | Chatuchak             |
| BL13   | Công viên Chatuchak                       | สวนจตุจักร               | BTS Mo Chit                                                                      | Chatuchak             |
| BL14   | Phahon Yothin                             | พหลโยธิน                | BTS Ha Yaek Lat Phrao                                                            | Chatuchak             |
| BL15   | Lat Phrao                                 | ลาดพร้าว                | MRT                                                                              | Chatuchak             |
| BL16   | Ratchadaphisek                            | รัชดาภิเษก               |                                                                                  | Din Daeng/Huai Khwang |
| BL17   | Sutthisan                                 | สุทธิสาร                 |                                                                                  | Din Daeng/Huai Khwang |
| BL18   | Huai Khwang                               | ห้วยขวาง                |                                                                                  | Din Daeng/Huai Khwang |
| BL19   | Trung tâm văn hóa Thái Lan                | ศูนย์วัฒนธรรมแห่งประเทศไทย | MRT (đang xây dựng)                                                              | Din Daeng/Huai Khwang |
| BL20   | Phra Ram 9                                | พระราม 9               |                                                                                  | Din Daeng/Huai Khwang |
| BL21   | Phetchaburi                               | เพชรบุรี                 | ARL SRT Ga Makkasan, Tuyến Đông (Asok Halt)                                      | Ratchathewi           |
| BL22   | Sukhumvit                                 | สุขุมวิท                  | BTS Asok                                                                         | Watthana              |
| BL23   | Trung tâm hội nghị quốc gia Queen Sirikit | ศูนย์การประชุมแห่งชาติสิริกิติ์  |                                                                                  | Khlong Toei           |
| BL24   | Khlong Toei                               | คลองเตย                |                                                                                  | Khlong Toei           |
| BL25   | Lumphini                                  | ลุมพินี                   |                                                                                  | Sathon                |
| BL26   | Si Lom                                    | สีลม                    | BTS Sala Daeng                                                                   | Bang Rak              |
| BL27   | Sam Yan                                   | สามย่าน                 |                                                                                  | Pathum Wan            |
| BL28   | Hua Lamphong                              | หัวลำโพง                | Đường sắt Nhà nước Thái Lan (Bangkok (Hua Lamphong)), SRT (dự án)                | Pathum Wan            |
| BL29   | Wat Mangkon                               | วัดมังกร                 |                                                                                  | Samphanthawong        |
| BL30   | Sam Yot                                   | สามยอด                 | MRT (đang xây dựng)                                                              | Phra Nakhon           |
| BL31   | Sanam Chai                                | สนามไชย                | Tàu tốc hành Chao Phraya                                                         | Phra Nakhon           |
| BL32   | Itsaraphap                                | อิสรภาพ                 |                                                                                  | Bangkok Yai           |
| BL01-L | Tha Phra                                  | ท่าพระ                  | MRT (đoạn phía Bắc)                                                              | Bangkok Yai           |
| BL33   | Bang Phai                                 | บางไผ่                  |                                                                                  | Phasi Charoen         |
| BL34   | Bang Wa                                   | บางหว้า                 | BTS , Dịch vụ thuyền Khlong Phasi Charoen                                        | Phasi Charoen         |
| BL35   | Phetkasem 48                              | เพชรเกษม 48            |                                                                                  | Phasi Charoen         |
| BL36   | Phasi Charoen                             | ภาษีเจริญ                |                                                                                  | Phasi Charoen         |
| BL37   | Bang Khae                                 | บางแค                  |                                                                                  | Bang Khae             |
| BL38   | Lak Song                                  | หลักสอง                 |                                                                                  | Bang Khae             |
|        |                                           |                        |                                                                                  |                       |